# Johannes Ringk

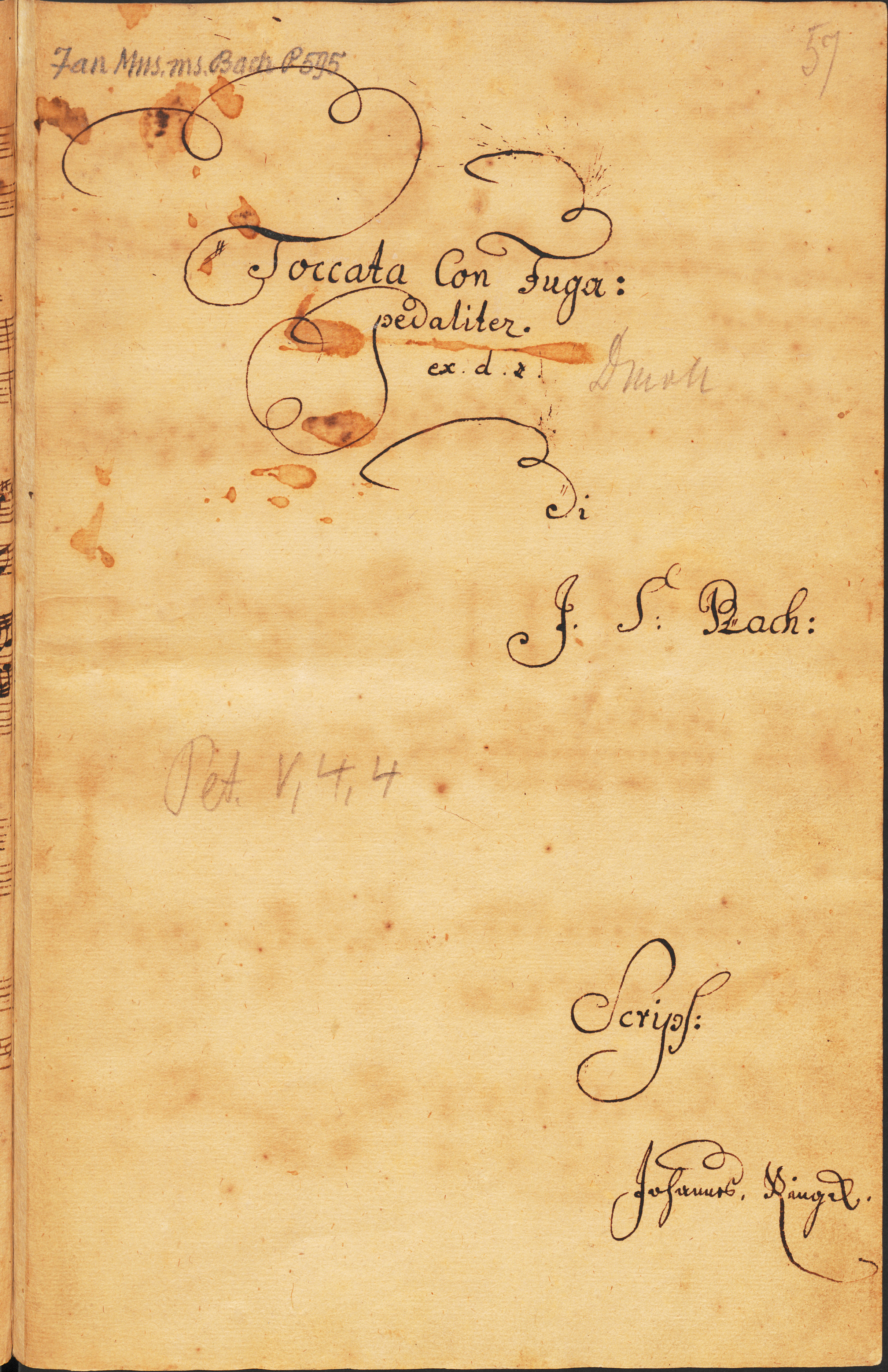
Portada de la còpia de Johannes Ringk de la BWV 565.

Johannes Ringk, o Ringck (26 de juny de 1717 - 24 d'agost de 1778), fou un compositor i organista alemany.
Va néixer a Frankenhain, a l'actual Turíngia, i va estudiar orgue amb Johann Peter Kellner a Gräfenroda i Gottfried Heinrich Stölzel a Gotha. Des de 1740 va ser professor de música a Berlín, i el 1754 va ser nomenat organista de la Marienkirche, on va romandre fins a la seva mort. Els contemporanis tenien una alta opinió de les seves interpretacions a l'orgue i la seva capacitat d'extemporització de la fuga.
Va compondre obres per a orgue, concerts i possiblement una òpera, però avui és més recordat per les nombroses còpies que va fer, sovint les úniques que encara queden, d'obres de compositors destacats. Entre aquestes còpies hi ha la cantata de Johann Sebastian Bach Weichet nur, betrübte Schatten, BWV 202 i la còpia més antiga coneguda de la famosa Toccata i Fuga en re menor, BWV 565. És possible que les còpies es fessin a partir de versions de la col·lecció de Kellner, que va ser deixeble de Bach. Les còpies de la col·lecció de Kellner, que es van fer cap al 1725, són avui una de les fonts més importants de l'obra de Bach. Fins i tot, alguns han especulat que de fet va ser Ringk qui va compondre la Toccata i Fuga en re menor.